# داخل محدوده (آلبوم)
داخل محدوده (به انگلیسی: In the Zone) چهارمین آلبوم استودیویی از خواننده آمریکایی بریتنی اسپیرز است که در ۱۶ نوامبر ۲۰۰۳ توسط جایو رکوردز منتشر شد.این آلبوم اولین آلبوم پس از جدایی اش از نامزد قبلی اش جاستین تیمبرلیک است.آلبوم «داخل محدوده» یکی از آلبوم‌های موفق در سراسر جهان شناخته شد و در کشورهایی مانند فرانسه و آمریکا مقام‌های زیادی را بدست آورد.این آلبوم در کشور آمریکا به عنوان چهارمین آلبوم برتر سال و هشتمین آلبوم پرفروش سال انتخاب شد.در این آلبوم آهنگ‌های «من در برابر موسیقی» , «سمی» و "بعضی وقت هاً در سراسر جهان مشهور شد و در بین پنج آهنگ برتر کشورهای مختلف قرار گرفت.

## فهرست ترانه‌ها
| شماره | نام                                         | پانویس   | مدت‌زمان |
| ----- | ------------------------------------------- | -------- | ------- |
| ۱     | من در برابر موسیقی (به همراهی مدونا)        | [ پ ۱ ]  | ۳:۴۴    |
| ۲     | بدستش آوردم (بوم بوم)                       | [ پ ۲ ]  | ۴:۵۱    |
| ۳     | مسابقه نهایی                                | [ پ ۳ ]  | ۳:۱۷    |
| ۴     | تنفس روی من                                 | [ پ ۴ ]  | ۳:۴۳    |
| ۵     | اوایل صبح                                   | [ پ ۵ ]  | ۳:۴۵    |
| ۶     | سمی                                         | [ پ ۶ ]  | ۳:۲۱    |
| ۷     | تکان‌دهنده                                   | [ پ ۷ ]  | ۳:۲۱    |
| ۸     | لمس دستانم                                  | [ پ ۸ ]  | ۴:۱۹    |
| ۹     | قلاب                                        | [ پ ۹ ]  | ۳:۵۴    |
| ۱۰    | سایه                                        | [ پ ۱۰ ] | ۳:۴۵    |
| ۱۱    | دختر قشنگ جدید                              | [ پ ۱۱ ] | ۳:۳۰    |
| ۱۲    | بعضی وقت‌ها                                  | [ پ ۱۲ ] | ۳:۵۳    |
| ۱۳    | من در برابر موسیقی (به همراهی مدونا ریمیکس) | [ پ ۱۳ ] | ۴:۳۳    |

## برابرهای انگلیسی
1. ↑  Me Against the Music
2. ↑  "(I Got That) Boom Boom
3. ↑  Showdown
4. ↑  Breathe on Me
5. ↑  Early Mornin'
6. ↑  Toxic
7. ↑  Outrageous
8. ↑  Touch of My Hand
9. ↑  The Hook Up
10. ↑  4 Shadow
11. ↑  Brave New Girl
12. ↑  Everytime
13. ↑  Me Against the Music (Remix)